# Кендысь, Павел Николаевич
Павел Николаевич Кендысь — советский учёный в области котельно-топочной техники, доктор технических наук (1962), профессор, лауреат Сталинской премии.

## Биография
Родился 16 июня 1908 года в Орле.
Окончил ЛПИ имени М. И. Калинина по специальности «Теплосиловые установки» (1933).
Работал в Центральном котлотурбинном институте (ЦКТИ).
В 1941 году призван в армию, политработник, служил в 103 и 176 отдельных батальонах аэродромного обслуживания. В августе 1943 года демобилизован. 
С 1961 по май 1980 года профессор кафедры парогенераторостроения ЛПИ имени М. И. Калинина.
Специалист по котельно-топочной технике. Автор более 50 научных работ по вопросам радиационного теплообмена, созданию и исследованию новых конструкций топок, парогенераторов и другого оборудования.
Кандидат (1947), доктор (1962) технических наук. Диссертации:
- О теплообмене в топках паровых котлов : диссертация … кандидата технических наук : 05.00.00. — Ленинград, 1947. — 149 с. : ил.
- Доклад, обобщающий опубликованные работы в области котельно-топочной техники, представленные на соискание ученой степени доктора технических наук [Текст] / МВ и ССО РСФСР. ЛПИ имени М. И. Калинина. — Ленинград : [б. и.], 1962. — 41 с.; 22 см.

## Признание
- орден Трудового Красного Знамени
- Сталинская премия второй степени (1950) — за создание им внедрение в производство шахтно-мельничных топок
- медаль «За победу над Германией в Великой Отечественной войне 1941-1945 гг.»

Сочинения
- Топки для сжигания местных топлив [Текст] / П. Н. Кендысь и И. К. Барштейн. — Ленинград ; Москва : Госэнергоиздат, 1949 (тип. № 2 Упр. изд-в и полиграфии Исполкома Ленгорсовета). — 108 с. : черт.; 22 см.
- Теплоэнергетические установки электростанций [Текст] : Учеб. пособие / М-во высш. и сред. спец. образования РСФСР. — Ленинград : Изд-во Ленингр. ун-та, 1975. — 280 с. : ил.; 22 см.
- Тепловой расчет котельных агрегатов: (нормативный метод) / Н. В. Кузнецов, В. В. Митора, И. В. Дубровский, Э. С. Карасина, М. М. Рубин, А. Г. Блох, Ю. Л. Маршак, Р. А. Пет-росян, В. А. Локшин, С. И. Мочан, П. Н. Кендысь. — 2-е изд. — М.: Энергия, 1973. — 295 с.